# 25 juillet 1941
Le vendredi 25 juillet 1941 est le 206e jour de l'année 1941.

## Naissances
- Emmett Till (mort le 28 août 1955), adolescent afro-américain qui fut brutalement assassiné
- Raoul Ruiz (mort le 19 août 2011), réalisateur franco-chilien
- Timothy John Byford (mort le 5 mai 2014), réalisateur et traducteur serbe
- Nate Thurmond (mort le 16 juillet 2016), joueur de basket-ball américain
- S. Clay Wilson, auteur de comics underground et illustrateur américain
- Rubén Correa, joueur de football international péruvien
- Britta Schall Holberg, femme politique danoise
- Peter Suschitzky, directeur de la photographie anglais
- Manny Charlton, guitariste écossais, né en Espagne.

## Décès
- Allan Forrest (né le 1er septembre 1885), réalisateur américain
- Purnell Pratt (né le 20 octobre 1885), acteur américain
- Otto Nelte (né le 4 décembre 1898), communiste allemand et résistant
- Alexeï Antonenko (né le 23 février 1911), aviateur soviétique

## Autres événements
- Sortie américaine du film Les Oubliés
- Combat de Jambeli : bataille navale, dans le canal de Jambeli, près de Guayaquil entre le Pérou et l'Équateur
- Création du Ghetto de Vitebsk pour la déportation des Juifs de la ville de Vitebsk (Biélorussie) et des environs
- signature des Accords De Gaulle-Lyttleton concernant le Moyen-Orient
- Invasion de la Syrie par les Britanniques et les FFL